# 金スロ
金スロ（きんスロ）とは、パチスロ機が接続された、金箔カードの自動販売機。また、この自動販売機を設置した店舗のことを言う。

## 概要
発案者によればあくまでも自動販売機が主体としている。しかし、客にとっては通常のパチンコ店からすでに撤去されてしまった4号機パチスロの遊戯と換金が目当てである。
具体的な遊戯方法は以下のような手順とのこと。
- 自動販売機で金箔カードを購入する。
- 自動販売機に接続されたパチスロにクレジットが入る[5]。
- 通常のパチスロ同様に遊戯する。当たればクレジットが増加する。
- 一定量クレジットが増加[5]すると、金箔カードが追加で入手できる。
- 金箔カードは併設の古物商が買い取ってくれる（これが換金）。

2013年1月に金スロが「自動販売機を装った改造スロット機」であるとして「風営法違反（無許可営業）」容疑で運営者が摘発されている。

## 歴史
- 2010年頃、北九州の小倉が発祥[4]。
- 2011年、都内に進出[4]。
- 2013年1月、初の摘発[2]。